# NGC 5415
NGC 5415 (również PGC 49610) – galaktyka spiralna (S), znajdująca się w gwiazdozbiorze Małej Niedźwiedzicy. Odkrył ją Lewis A. Swift 8 kwietnia 1886 roku.